# Corydoras bondi
Corydoras bondi, thường gọi là cá chuột sọc đen, là một loài cá da trơn nước ngọt nhiệt đới thuộc chi Corydoras trong họ Callichthyidae. Loài này được tìm thấy ở lưu vực sông Yuruarí, thuộc quốc gia Venezuela; sông Corantijn và Rupununi thuộc Guyana và Suriname.
C. bondi được mô tả lần đầu tiên vào năm 1940. C. bondi được đặt theo tên của tiến sĩ Franklyn F. Bond, chuyên gia nghiên cứu về các loại cá. Nhiều loài trong chi Corydoras vẫn chưa được mô tả, trong đó có C. bondi, và nó được đánh số thứ tự là C31 cho đến khi được xác định một cách chính xác.

## Mô tả
C. bondi trưởng thành dài khoảng 4,7 – 5 cm. Chúng thường sống ở tầng đáy của các sông hồ, thích hợp với môi trường nước có độ pH từ 6,0 đến 8,0, độ cứng của nước khoảng 2 - 25 dGH và nhiệt độ khoảng từ 22 đến 26 °C. Thức ăn chủ yếu của C. bondi là giun, côn trùng, động vật giáp xác và rong rêu. Ở C. bondi, cái mái có kích thước lớn hơn so với cá đực.
C. bondi có nhiều nét tương đồng với 2 loài họ hàng của nó, C. sipaliwini và C. coppenamensis. Các đốm đen trên thân của C. sipaliwini lớn hơn so với C. bondi; hơn nữa, vây lưng và vây đuôi của C. sipaliwini có vài hàng đốm đen. Trong khi đó, C. coppenamensis có nhiều mảng màu cam và những đốm đen đậm hơn.
Tương tự như các loài khác trong Corydoras, C. bondi cũng được nuôi làm cảnh.